# Industry Standard Architecture
För andra betydelser av ISA, se Isa (olika betydelser).

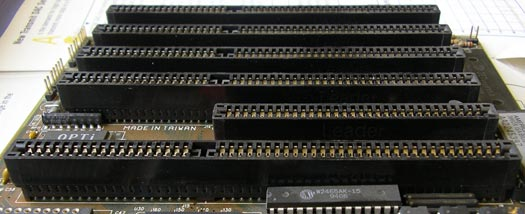
ISA-kortplatser på ett äldre moderkort. Den korta porten är en 8-bitarsport och de längre är 16-bitars.

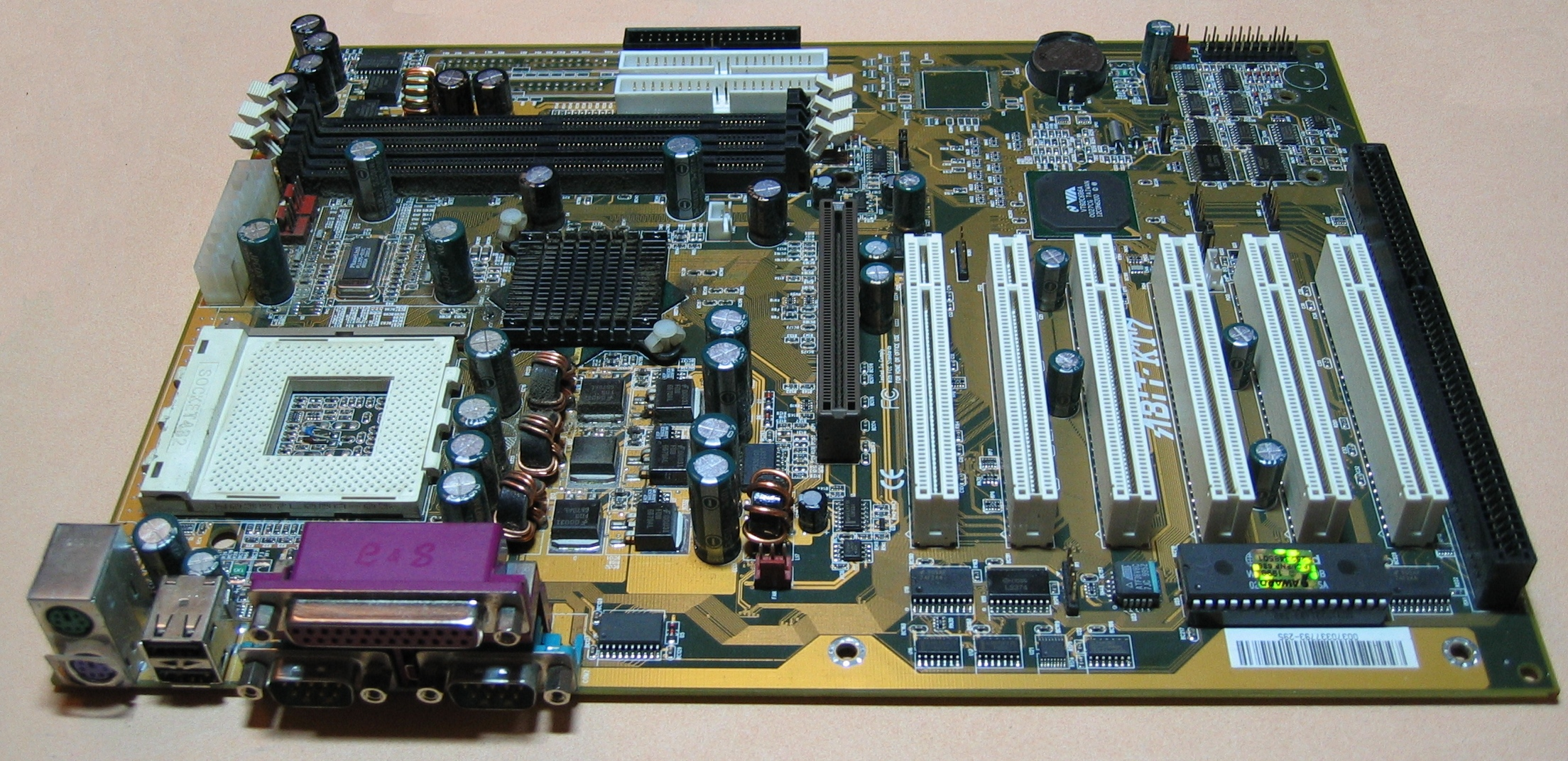
Så här kunde de sista moderkorten med ISA-port se ut, oftast satt den längst ner. (Svart port till höger på bilden)

Industry Standard Architecture (ISA) ursprungligen PC/AT-bus i IBM Personal Computer/AT, är en standard för expansionsplatserna i PC-datorer under perioden 1981–2001. Beteckningen ISA används egentligen bara i PC-kloner.

## 8-bitars ISA
IBM PC/XT (1981) använde kort med PC-bussen, dessa använde sig av 20 adressbitar och 8 databitar parallellt med en klockhastighet på 4,77 MHz.

## 16-bitars ISA
I och med IBM PC/AT (1984) introducerades AT-bussen med 24 adressbitar, 16 databitar och 8 MHz överföring.
Med IBM PS/2 (1987) frångick IBM ISA-standarden och introducerade istället MCA, en 32-bitarsarkitektur som klarade cirka 30 MHz som året därpå släpptes i en 16-bitars budgetversion. Dessa kort hade för övrigt en tidig form av Plug and Play.

## 32-bitars EISA
MCA-arkitekturen var skyddad och producenterna av PC-kloner, exempelvis Compaq tog därför fram en öppen och förbättrad version av ISA som de kallade för Extended ISA (EISA). EISA-korten kördes på 8,33 MHz och utökade med ytterligare 16 databitar till 32 bitars överföring. 
Senare togs det även fram en FAST EISA som klarar 133 MHz.

## Användning på senare tid
Kortplatser med ISA-buss användes långt in på 1990-talet i IBM-kompatibla PC-datorer som ett komplement till PCI-bussen. ISA-bussen fanns monterad i de flesta moderkort så sent som 2001. De första PCI-portarna fanns tillgängliga i de första Pentium-datorerna cirka 1993–1994. ISA-portarna fanns dock kvar och användes av mindre krävande enheter som till exempel ljudkort fram till åtminstone 1997, därefter kom fler enheter till PCI-portarna och ISA-porten fasades sakta men säkert ut. Av princip monterades tre ISA-portar på de flesta moderkort fram till 1998, därefter monterades enbart en på de flesta moderkorten, oftast längst ner. Sedan omkring 2001 är ISA-portarna helt ersatta av PCI-arkitekturen till anslutningskort som i sin tur är helt eller delvis ersatt av PCI Express.
I dagligt tal kallas alla versionerna (något felaktigt) för ISA-buss. IBM använde aldrig själva denna beteckning men det har ändå blivit gängse språkbruk.
Man kan därför tala om följande sorters ISA-buss:
- 8-bitars ISA på 4,77 MHz
- 16-bitars ISA på 8 MHz
- 32-bitars EISA på 8,33 MHz